# 제이콥 더드먼
제이콥 스탠리 더드먼(Jacob Stanley Dudman, 1997년 8월 22일 ~ )은 영국 배우이다.

## 전기
1997년 8월 27일 노스요크셔주 리펀에서 태어났다. 세인트 에이단 영국 교회 고등학교을 다녔고 런던 예술대학교 분교인 런던 커뮤니케이션 칼리지에서 영화 제작을 공부했다.

## 출연
- 2017년 - 2020년: 닥터 후 (Doctor Who)
- 2018년: A 리스트 (The A List) - 데브
- 2019년: 메디치: 피렌체의 지배자들 (I Medici) - 줄리오 데 메디치
- 2020년: 낯선 사람 (The Stranger) - 토마스 프라이스
- 2021년 - 2022년: 페이트: 윙스의 전설 (Fate: The Winx Saga) - 샘 하비
- 2022년: 프라이멀 (Primal) - 찰스, 스티븐스(목소리)

## 닥터 후오디오 드라마
- 닥터 후: 10대 닥터 연대기 (2018) (재클린 킹, 미셸 라이언, 존 컬쇼, 아린제 케네 공동 주연)
- 닥터 후: 11대 닥터 연대기 (2018) (대니 혼, 사이먼 피셔-베커, 나탈리 버스콤, 엘레노어 크룩스 공동 주연)
- 닥터 후: 12대 닥터 크로니클 (2020) (사무엘 앤더슨, 잉그리드 올리버, 에밀리 레드패스, 맨디 사이몬즈 공동 출연)

### 기타 역할
- 닥터 후: 제3의 닥터 어드벤처: 호로팩스의 폭풍 (2017) - UNIT 무선 교환원
- 워 마스터: 더 굿 마스터 (2017) - 아킹 12 컴퓨터
- 닥터 후: 헬리악스 균열 (2018) - 사무엘
- 닥터 후: 7대 닥터: 새로운 모험: 뱅가드 (2018) - 대포
- 잭 선장의 삶: 드라이빙 미스 웰스(2019) - 윌리엄
- 잭 선장의 삶: R&J (2020) - 스노블라스트/9대 닥터
- 토치우드: 엑스마키나 (2020) - 루크
- 닥터 후 타임 로드 빅토리어스: 내 적의 적 (2020) - 경비원 2

### 오디오북 읽기
- 닥터 후 쇼트 트립: 데드 미디어 (2019)
- 닥터 후 단기 여행: 가장 잘 짜여진 계획 (2019)
- 닥터 후: 실낙원 (2020)
- 닥터 후 짧은 여행: 재생 불가능 (2020)
- 닥터 후 짧은 여행: 그녀만의 부트스트랩 (2020)
- 닥터 후 타임 로드 빅토리어스: 마녹스의 마음 (2020)
- 닥터 후 짧은 여행: 언론의 자유 (2020)